# زمریالی احدی
زمریالی احدی مدیر اجرایی اهل افغانستان است که از عقرب ۱۳۹۹ تا جوزای ۱۴۰۰ والی ولایت نیمروز بود. 